# روحانی‌ستیزی
روحانی‌ستیزی یا آخوندستیزی، جنبشی تاریخی بر ضدّ قشر روحانی است. علت این مخالفت، قدرت واقعی یا مفروض قشر روحانی، و تأثیر آن‌ها در همه جنبه‌های زندگی عمومی و سیاسی، دخالت کلی آن‌ها در زندگی روزمره مردم و نیز، داشتن امتیازات ویژهٔ دینی است.
همهٔ روحانی‌ستیزان، لزوماً بی‌دین یا دین‌ستیز نیستند، برخی از آن‌ها مذهبی‌اند و دلایل مخالفت آن‌ها با روحانیون، مسائل بنیادی یا اختلافات در تفسیر است. برای نمونه جنبش پروتستان در مسیحیت.
روحانی ستیزی به شکل‌های گوناگون در تاریخ مسیحیت وجود داشته‌است. برخی فیلسوفان عصر روشنگری از جمله مارتین لوتر به کلیسای کاتولیک، رهبران مذهبی و روحانیون که فاسد بودند تاخته‌اند.

## ایران
تا اواخر دهه ۱۳۶۰ تا ۱۳۸۰ روحانی ستیزی به مقدار قابل توجهی در جمهوری اسلامی ایران گزارش شده‌است. معترضان برآنند که روحانیون شاهانه زندگی می‌کنند درحالی که قشر ها و طبقات کاری و مردمی در فقر زندگی می‌کنند. برای مثال شایعه‌هایی مبنی بر اینکه روحانیون در قدرت پول‌های خود را در بانک‌های سوئیس ذخیره کردند فراگیر است.
ایران با این که حکومتی مذهبی دارد و با نمادهای مذهبی آغشته‌است، به‌طور فزاینده‌ای کشوری ضدروحانی است. به شکلی شبیه برخی کشورهای کاتولیک است که دین بدون نمایش عمومی مفروض تلقی شده، و احساسات متناقضی نسبت به روحانیت وجود دارد. ایرانی‌ها روحانیان خود را مسخره می‌کنند و برای‌شان جوک می‌سازند…